# (6108) Glebov
(6108) Glebov (1971 QN) – planetoida z pasa głównego asteroid okrążająca Słońce w ciągu 3 lat i 92 dni w średniej odległości 2,19 j.a. Została odkryta 18 sierpnia 1971 roku.